# 피부근염
피부근염(皮膚筋炎, dermatomyositis, DM)은 근육과 피부 염증의 특징을 지니는 다발성 근염(PM)과 관련된 희귀한 결합 조직 질환이다. DM이 대체적으로 피부와 근육에 영향을 미치지만 관절, 식도, 허파, 심장까지도 영향을 미칠 수 있는 전신 질환이다.

## 증상
주요 증상은 상박과 넓적다리의 근육 약화를 동반한 여러 종류의 피부 발진이다.

## 진단

### 분류
피부근염은 전신 결합 조직 질환의 일종으로, 자가면역 기능 장애를 종종 수반하는 질병의 하나이다.

## 병인
병인은 알려져 있지 않으나 초기 바이러스 감염이나 암에 의해서일 수 있고, 둘 중 어느 것이라도 자가면역 반응을 일으킬 수 있다.

## 치료
피부근염에 대한 치유 방법은 없지만 증상은 치료가 가능하다.

## 역사
진단 기준은 1975년에 제안되어 널리 채택되었다.
무근육병 피부근염(DM sine myositis)이라는 이름은 2002년에 명명되었다.

## 같이 보기
- 다발성 근염